# Havoverflade
Havoverflade eller havniveau er et nulpunkt, som man refererer til i angivelser om højder, eksempelvis meter over havet. Dens beliggenhed påvirkes af en række faktorer over kortere og længere tidsperioder.
Havets overfladeniveau er ikke helt konstant men er steget 16 cm mellem år 1900 og år 2000, med en gennemsnitlig stigning på 1,7 mm/år i tiden 1950-2010, og stiger nu (i 2025) med cirka 4,3 mm om året.[kilde mangler]

## Historiske globale havniveaustigninger
Baggrunden for de historiske havstigninger er, at isskjoldene under sidste istid i stor udstrækning er afsmeltet og derfor er endt som havvand. Under samme tid er imidlertid jordoverfladen hævet som følge af let forsvundne tryk fra den tidligere is (kaldet isostasi). Processen har været vekslende idet snart havstigning, snart landstigning har været den dominerende.
Disse forandringer har givet sig mange udslag gennem tiden. Da Skandinavien under sidste istid var dækket af is, lå havoverfladen omkring 120 meter lavere end nu, og Vesterhavet var et fast land kaldet Doggerland. Ligeledes var der en landfast forbindelse mellem Asien og Nordamerika kaldet Beringia der, hvor nu Beringshavet ligger. Ad denne vej kom blandt andet de første mennesker til Amerika. På lignende måde har Østersøens udviklingshistorie været præget af skiftende perioder, hvor det snart var en ferskvands- eller brakvandssø snart havde forbindelse med verdenshavene. Det var således under en periode, hvor Sjælland var landfast med Skåne, at folk fra Ahrensburgkulturen i tidlig stenalder vandrede nordpå fra deres bopladser i Danmark, da rensdyrene, som de især levede af, begyndte at trække videre nord på og langs kysten op til Norge, hvor de udviklede Fosna-Hensbackakulturen og herfra bredte sig til Rogaland og Finnmark.

## Den nuværende globale havniveaustigning
På nuværende tidspunkt stiger det globale havspejl med lidt mere end 3 mm om året. Fra 1993 til 2013 steg vandstanden over hele kloden med 6,5 cm, fra 1900 i gennemsnit 17 til 21 centimeter. Det globale havniveau vil fortsætte med at stige i det 21 århundrede, sandsynligvis i et hurtigere tempo, end hvad der er observeret siden 1993.
Det er indlysende, at havstigninger vil få stor betydning for menneskelivet. Mange byer ligger ved havet og kun få meter over havoverfladen, hvorfor en havstigning vil indebære en oversvømmelse af disse byer og gøre dem ubeboelige medmindre, at de beskyttes med diger eller lignende. Sådanne beskyttelsesforanstaltninger vil imidlertid blive særdeles dyre.